# Alf Sjöberg
Sven Erik Alf Sjöberg (Stockholm, 21. lipnja 1903. – Stockholm, 17. travnja 1980.) - švedski kazališni i filmski redatelj.
Osvojio je Zlatnu palmu na filmskom festivalu u Cannesu dva puta: 1946. za film „Iris i poručnik“ (švedski: Iris och löjtnantshjärta) te 1951. za film „Gospođica Julija“ (švedski: Fröken Julie) (adaptacija istoimene drame Augusta Strindberga).
Unatoč uspjehu s filmovima, Sjöberg je prije svega, kazališni redatelj, možda najveći u Švedskoj (uz Olofa Molandera i kasnije Ingmara Bergmana). On je bio prvi direktor švedskog Kraljevskog dramskog kazališta, gdje je priređen veliki broj izvanrednih i povijesnih produkcija. Sjöberg je također bio prvi direktor za rano švedsko TV kazalište (njegova TV kazališna proizvodnja Hamleta 1955., bila je nacionalna prekretnica).
Sjöberg je poginuo u prometnoj nesreći na putu do probe do Kraljevskog dramskog kazališta u Stockholmu.